# Buhla
Buhla ist eine Gemeinde im Landkreis Eichsfeld in Thüringen in Deutschland. Buhla ist eines der wenigen Dörfer im Landkreis Eichsfeld, die nicht zum historischen Eichsfeld gehören. Die Gemeinde gehört zur Verwaltungsgemeinschaft Eichsfeld-Wipperaue.

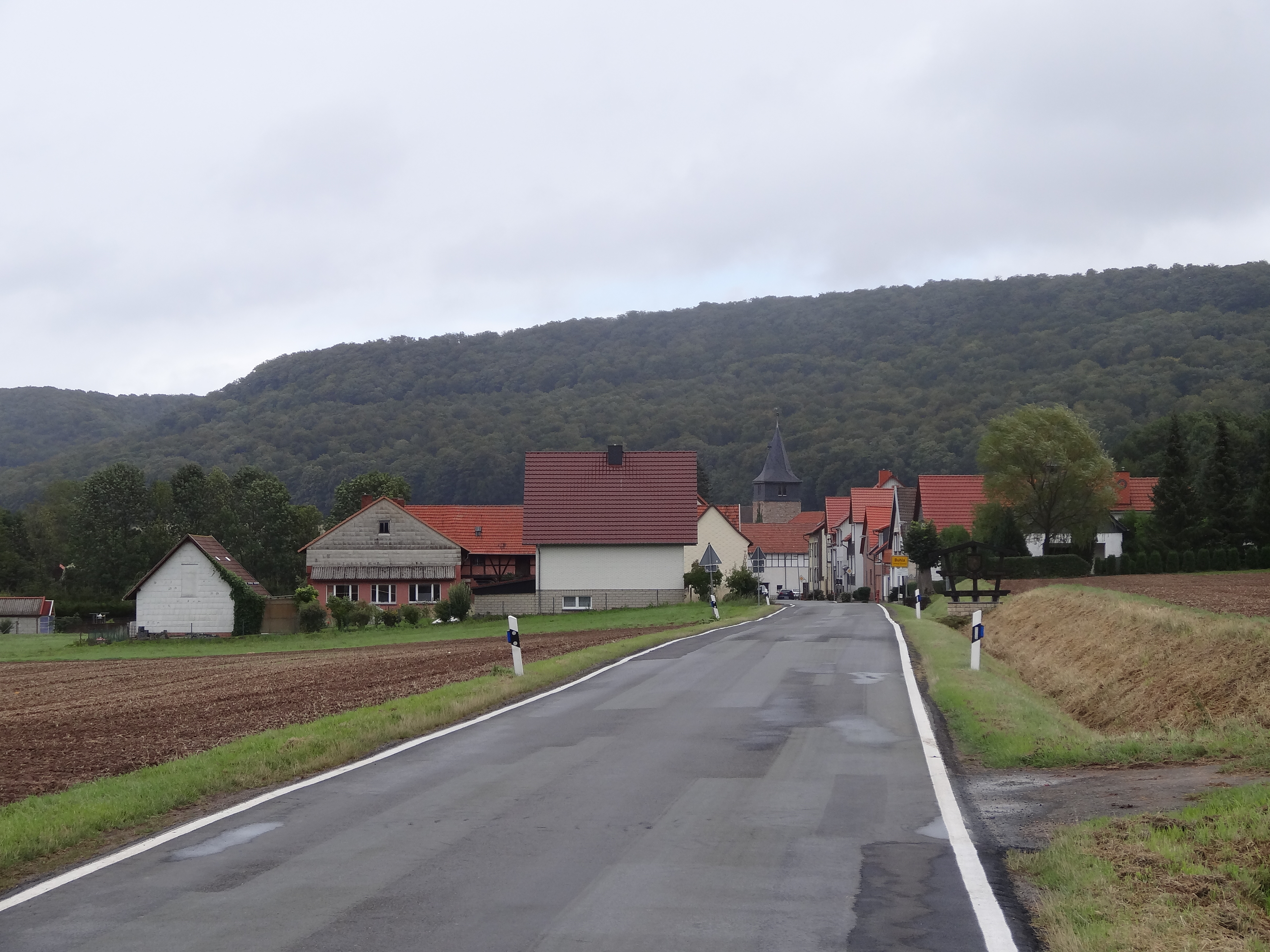
Blick auf Buhla

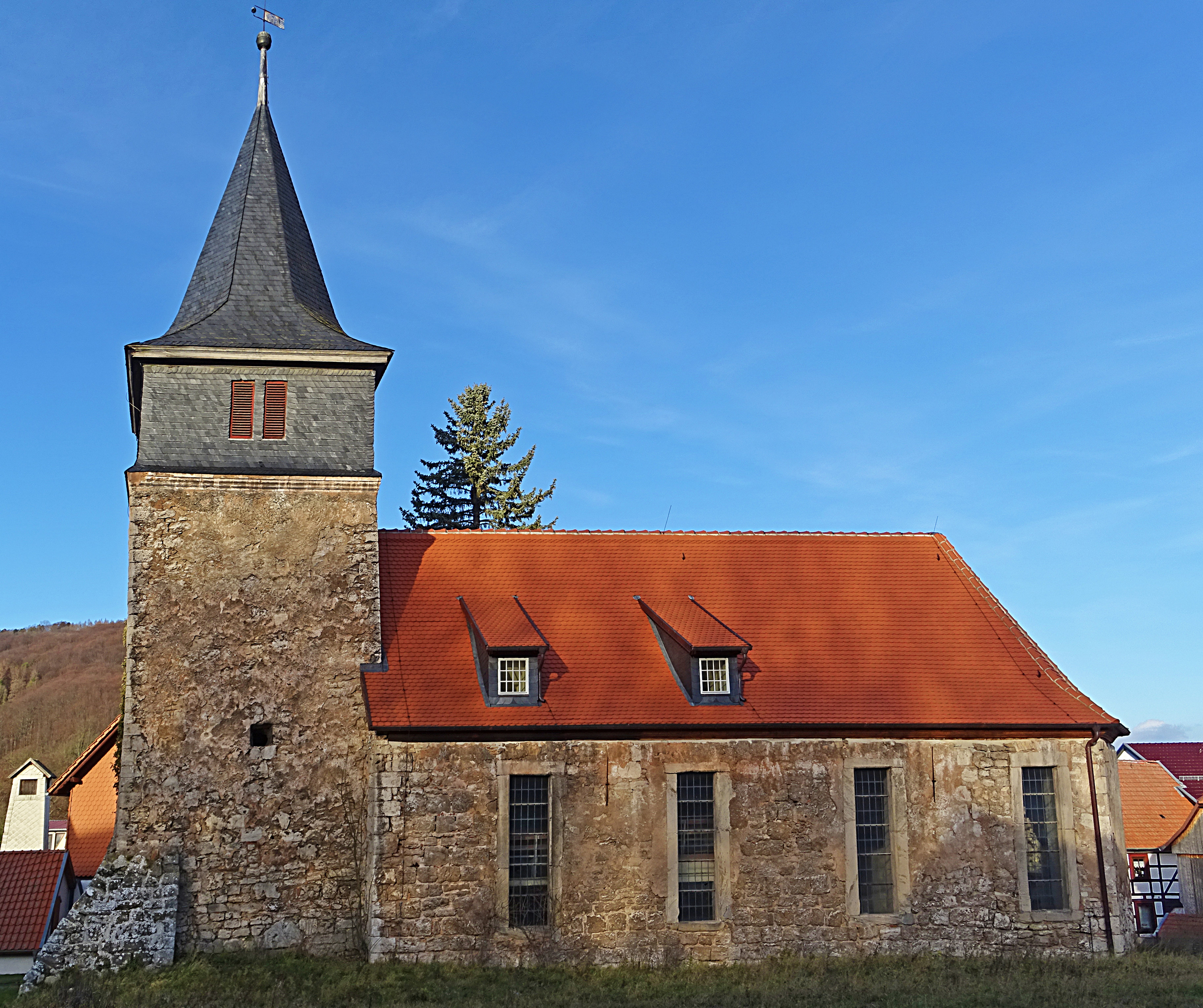
Dorfkirche Buhla

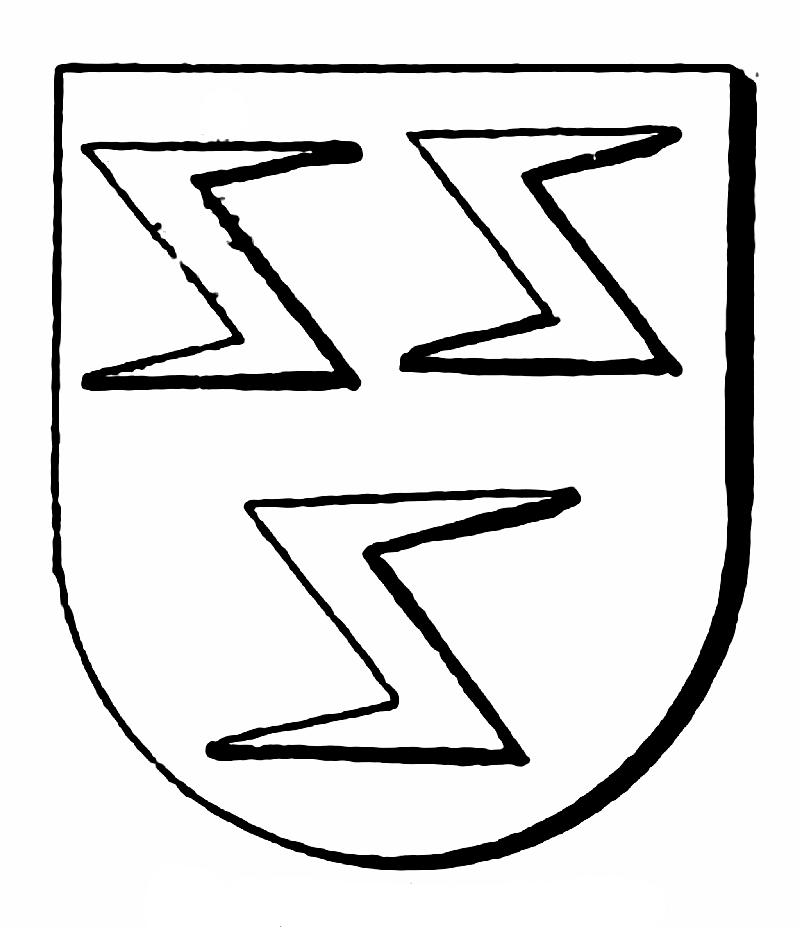
Das Wappen derer von Buhla

## Geographie
Die Gemeinde besteht aus zwei Ortsteilen – Buhla und Ascherode. Sie liegt am Fuß der Bleicheröder Berge und der Hasenburg, einer der wichtigsten frühgeschichtlichen Burgen Thüringens ungefähr neun Kilometer östlich von Worbis. Südlich von Buhla verläuft die Bundesautobahn 38 mit einer Anschlussstelle bei Breitenworbis.

### Gewässer
Durch Buhla fließt der Krajaer Bach, dessen Quellbereich liegt westlich des Ortes im Ohmgebirge. Er mündet zwischen Kleinbodungen und Lipprechterode in die Bode. Bei Ascherode entspringt der Schmalenbach, der in Bernterode/Schacht in den Rhin mündet, ein Nebenbach der Wipper.

## Geschichte
Buhla wurde 1234 erstmals als „Bula“ urkundlich erwähnt, andere Namensformen waren „Bola“ (Ort, der vom Wald umgeben ist) und seit 1593 „Buhla“. Um 1556 wurde die Reformation eingeführt. Zunächst gehörte Buhla zur Grafschaft Hohnstein und ab 1650 laut Erbhuldigung zum Kurfürstentum Brandenburg und später zu Königreich Preußen. Buhla gehörte ab 1816 zum Regierungsbezirk Erfurt der preußischen Provinz Sachsen (im Landkreises Nordhausen bzw. ab 1888 Landkreis Grafschaft Hohenstein) und seit 1990 zum Bundesland Thüringen.

### Ascherode
Der heute zu Buhla gehörige Ortsteil Ascherode war Sitz eines befestigten mittelalterlichen Adelshofes, der bereits am 12. August 1146 erstmals urkundlich genannt wurde. Die Burgstelle lag an der Südostecke des Ortes, dort sind noch Reste der Wallanlage und des befestigten Herrenhofes erkennbar. Die Burgstelle diente der Kontrolle und Sicherung des ehemals bedeutsamen Verkehrsweges von Großbodungen über Ammern nach Mühlhausen. Am 1. März 1951 wurde die bis dahin eigenständige Gemeinde Ascherode nach Buhla eingegliedert.

### Rittergeschlecht von Buhla
Ab dem 13. Jahrhundert war ein hohensteinisches Rittergeschlecht von Buhla (Bula) nachweisbar, insbesondere in Urkunden der Klöster Walkenried und Ilfeld und im 15. Jahrhundert in schwarzburgischen Urkunden. Ab 1283 ist ein befestigter Herrensitz oder ein Gut bekannt. Vermutlich Anfang des 16. Jahrhunderts ist das Adelsgeschlecht ausgestorben. Das Wappen derer von Buhla zeigt drei rechtwinklige Wolfsangeln, eine spätere Version auch zwei Angelhaken. Vertreter des Rittergeschlechts waren:
- Ludolphus de Bula als Zeuge im Tauschvertrag zwischen Graf Theodericus von Hohnstein mit Ehefrau Oda und dem Kloster Ilfeld (1234) und nochmals 1255, 1259
- Heinrich von Buhla (1366) und Göpel von Buhla (1400)[6]
- Hans von Buhla (1420) hat ein Reichslehen in Hainrode[7] und 1437 fällt nach seinem Tode sein Reichslehen in Krimderode an das Reich zurück[8]

Später wechselten die Besitzer des Rittergutes mehrfach, unter anderem an die Herren von Bodenstein (als Lehnsgut) und von Berlepsch.

### Einwohnerentwicklung
Entwicklung der Einwohnerzahl (31. Dezember):
| - 1994: 684 - 1995: 677 - 1996: 685 - 1997: 679 - 1998: 675 - 1999: 663 | - 2000: 672 - 2001: 631 - 2002: 621 - 2003: 619 - 2004: 616 - 2005: 614 | - 2006: 605 - 2007: 590 - 2008: 571 - 2009: 565 - 2010: 554 - 2011: 519 | - 2012: 524 - 2013: 515 - 2014: 516 - 2015: 512 - 2016: 498 - 2017: 497 | - 2018: 493 - 2019: 479 - 2020: 471 - 2021: 470 - 2022: 472 |

Datenquelle: Thüringer Landesamt für Statistik

## Politik

### Gemeinderat
Der Gemeinderat von Buhla setzt sich aus acht Gemeinderatsmitgliedern zusammen.
- SPD: 4  Sitze
- Die Linke:  1  Sitz
- Wahlvorschlag Bürger für Buhla: 1 Sitz
- Wahlvorschlag Parteilose WG Ascherode:  2  Sitze

(Stand: Kommunalwahl  2014)

### Bürgermeister
Der ehrenamtliche Bürgermeister Rüdiger Wetterau (SPD) wurde am 5. Juni 2016 wiedergewählt.

## Sehenswürdigkeiten

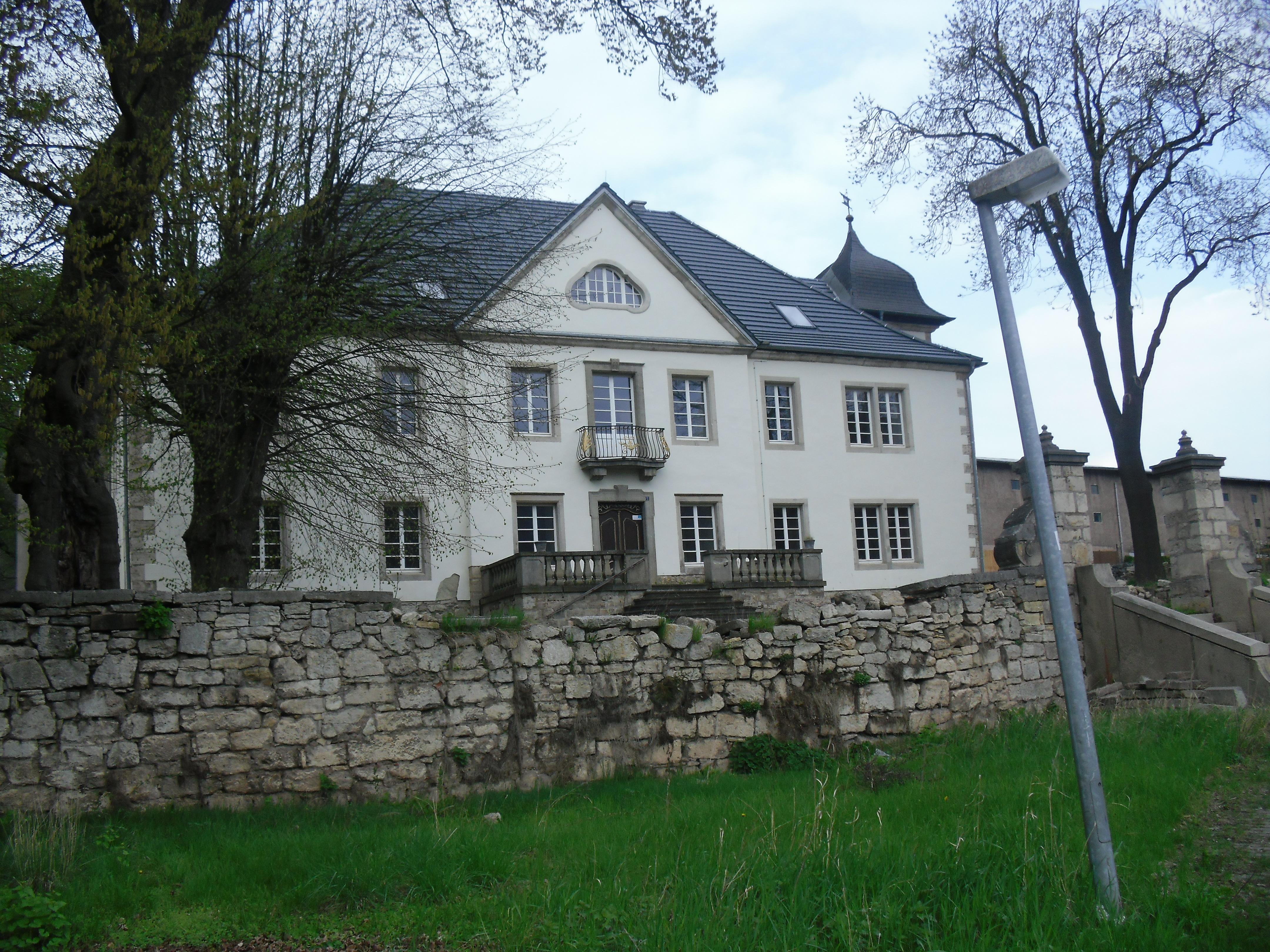
Das Schloss Buhla

- denkmalgeschützte Dorfkirche
- Hasenburg
- Gutshaus Buhla (Schloss)